# Barbara Wendelken
Barbara Ute Wendelken, Geburtsname Barbara Ute Brau (* 17. August 1955 in Schwanewede) ist eine deutsche Kinder- und Jugendbuchautorin und Kriminalschriftstellerin.

## Leben
Barbara Wendelken, geborene Brau, wuchs als Tochter des Elektromeisters Diedrich Brau und seiner Ehefrau Ursula, geborene Engfer, mit einer Schwester in Schwanewede auf. Nach dem Besuch von Grund-, Real- und Höherer Handelsschule absolvierte sie von 1973 bis 1976 eine Ausbildung zur Kinderkrankenschwester. Bis 1995 war sie in diesem Beruf tätig, begann aber schon Anfang der neunziger Jahre zu schreiben. Nach einem kurzen „Zwischenspiel“ in einer Buchhandlung realisierte sie ihren Berufswunsch als freie Autorin und Schriftstellerin. Mit Der König der Reiher veröffentlichte sie 1993 ihr erstes Kinderbuch, dem weitere Kurzgeschichten, Romane, Kinder- und Bilderbücher folgten.
Barbara Wendelken ist seit 1974 mit dem Lehrer Rino Wendelken verheiratet und hat drei erwachsene Kinder, Benjamin, Inka und Marike.
Wendelken ist Mitglied im „Verband deutscher Schriftsteller“ (VS), und in der „Autorengruppe deutschsprachige Kriminalliteratur – Das Syndikat“. Das Syndikat berief sie 1998 in die Jury des Friedrich-Glauser-Preises; nebenberuflich organisierte sie als Jurysekretärin zwischen 1999 und 2011 den Hansjörg-Martin-Preis, der Auszeichnung des Syndikats für den besten deutschsprachigen Kinder- und Jugendkrimi. Wendelken schreibt auch Kriminalromane unter den Pseudonymen Anna Carls und Maria Langner.
Barbara Wendelken lebt heute mit ihrem Mann im ostfriesischen Moormerland.

## Auszeichnungen
- 1994 JuBu Buch des Monats der Jubu-Crew – Arbeitsgemeinschaft Jugendbuch Göttingen für Hexen Hexen heute noch?
- 1999 „Ellwanger Jugendliteraturpreis“, 2. Platz für Wagenbach
- 2007 „Das neue Buch“ des Verbandes deutscher Schriftsteller (VS), Landesbezirk Niedersachsen/Bremen, für Und alles wegen Laura
- 2010 Aufnahme des Titels Die Zuckerschwestern in The White Ravens 2010[1]

## Werke

### Kriminalromane

#### Martinsfehn-Reihe
- 2014 Das Dorf der Lügen. Piper, München, ISBN 978-3-492-30473-3
- 2015 Die stille Braut. Piper, München, ISBN 978-3-492-30706-2
- 2016 Ihr einziges Kind. Piper, München, ISBN 978-3-492-31012-3
- 2019 Nur wer die Hölle kennt. Piper, München, ISBN 978-3-492-31012-3

#### Sonstige
- 1996 Am Anfang stand ein Mord. Droemer Knaur, München, ISBN 3-426-67090-9
- 1997 Schuldige müssen sterben. Droemer Knaur, München, ISBN 3-426-60645-3
- 2000 Hexenzirkel. Droemer Knaur, München, ISBN 3-426-61231-3
- 2009 Berbertod: Ostfrieslandkrimi. Leda, Leer, ISBN 978-3-939689-25-6
- 2011 Tod an der Blauen Balje: Inselkrimi. Leda, Leer, ISBN 978-3-939689-78-2
- 2018 Mach was Böses. Edition M., Luxembourg, ISBN 978-2-91980-436-8

### Werke unter Pseudonymen

#### Anna Carls
- 2018 Die Stunde des Opfers. Piper, München, ISBN 978-3-492-31134-2

#### Maria Langner
- 2019 Blumentod. Piper, München, ISBN 978-3-492-31513-5

### Kurzgeschichten
- 1999 Die Giftmörderin von Dornumersiel[2][3]. In: Peter Gerdes (Hrsg.): Zum Morden in den Norden: Kriminelles aus Ostfriesland. Soltau-Kurier, Norden, ISBN 3-928327-35-6
- 1999 2 rot 2 tot. In: Andrea C. Busch (Hrsg.): Mord zwischen Messer und Gabel: 29 Krimis & 72 Rezepte[4]. Gerstenberg, Hildesheim, ISBN 3-8067-2504-7[5]
- 2000 Märchenstunde. In: Anke Cibach (Hrsg.): Alter schützt vor Morden nicht: 21 Krimis mit 150 Rätseln. Gerstenberg, Hildesheim, ISBN 3-8067-2508-X[4][6]
- 2000 Der Tod wartet im Medoc. In: Andrea C. Busch, Almuth Heuner (Hrsg.): Bei Ankunft Mord: 23 Krimis mit vielen Reisetips. Gerstenberg, Hildesheim, ISBN 3-8067-2506-3
- 2001 Indianerliebe. In: Peter Gerdes (Hrsg.): Mordlichter: Kriminalstorys. Leda, Leer, ISBN 3-934927-12-2
- 2002 Forelle auf Arsen. In: Peter Gerdes (Hrsg.): Flossen hoch!: Kriminelles zwischen Aal und Zander. Leda, Leer, ISBN 3-934927-16-5[4]
- 2003 Marsotzkes Feuer. In: Anke Cibach (Hrsg.): Liebestöter: leidenschaftliche Morde mit und ohne Strapse. Scherz, Bern, ISBN 3-502-51888-2
- 2003 Helenes Engel. In: Ina Coelen, Ingrid Schmitz (Hrsg.): Tödliche Touren: krimineller Reiseführer vom Niederrhein. Leporello, Krefeld, ISBN 3-936783-06-3.
- 2004 Die Seele der Station. In: Monika Buttler, Alexandra Guggenheim (Hrsg.): Mord ist die beste Medizin: Mörderisches aus dem Gesundheitswesen. Scherz, Frankfurt/M., ISBN 3-502-51981-1
- 2005 Muttertag. In: Ina Coelen (Hrsg.): Mordsfeste: Kalender-Krimis vom Tatort Niederrhein. Leporello, Krefeld, ISBN 3-936783-10-1
- 2005 Echte Warsingsfehntjer Kerle. In: Peter Gerdes (Hrsg.): Fiese Friesen: Kriminelles zwischen Deich und Moor. Leda, Leer, ISBN 3-934927-58-0
- 2006 Ewige Ruhe. In: Gesine Schulz, Ina Coelen (Hrsg.): Radieschen von unten: Garten-Krimis vom Tatort Niederrhein. Leporello, Krefeld, ISBN 3-936783-16-0[7][8]
- 2007 Ligurischer Sommer. In: Ingrid Schmitz (Hrsg.): Pizza, Pasta und Pistolen: mörderische Geschichten mit Rezepten. Langen Müller, München, ISBN 978-3-7844-3111-6[4]
- 2009 Sonntags auf der Ems. In: Heike Gerdes, Peter Gerdes (Hrsg.): Unsere Ems: ein Lesebuch vom Leben am und im Fluss. Leda, Leer, ISBN 978-3-939689-22-5.
- 2009 Die Wohnung. In: Insa Segebade (Hrsg.): Angst habe ich keine: 13 Spukgeschichten. Gipfelbuch, Waldsolms, ISBN 978-3-937591-62-9
- 2009 Schokoladenkuchen zum Abschied. In: Ina Coelen, Brigitte Glaser (Hrsg.): Bitterböse: Schokoladenkrimis – mit Rezepten für Genießer. Leporello, Krefeld, ISBN 978-3-936783-34-6[4]
- 2009 Klaras Apfelbaum. In: Kreisausschuss Odenwaldkreis (Hrsg.): Mords Apfel. Sieben, Fischbachtal, ISBN 978-3-940235-85-5
- 2010 Mein Karl und ich. In: Heike Gerdes, Peter Gerdes (Hrsg.): Friesisches Mordkompott: süßer Nachschlag; Kriminelles zwischen Moppen und Klaben. Leda, Leer, ISBN 978-3-939689-21-8[4]
- 2010 Zum allerletzten Mal. In: Regula Venske und Heike Gerdes (Hrsg.): Gepfefferte Weihnachten oder: wer hat die Gans gekillt? . Leda, Leer, ISBN 978-3-939689-38-6
- 2011 Die Unzertrennlichen. In: Regine Kölpin (Hrsg.): Deichleichen: Friesisch herbe Kurzkrimis vom Jadebusen bis zum Dollart. KBV; Hillesheim / Eifel, ISBN 978-3-942446-03-7
- 2013 Das Weihnachtsfräulein. In: Jeannette Herrmann (Hrsg.): Weihnachten so wunderschön: Ein literarischer Adventskalender. Ueberreuter, Berlin, ISBN 978-3-7641-5013-6
- 2014 Späte Rache. In: Zeitschrift Landidee, Heft 5/2014, Ismaning
- 2015 Katzenjammer. In: Zeitschrift Landidee, Heft 6/2015, Ismaning
- 2016 Endstation Schwanewerde. In: Heike Gerdes und Peter Gerdes (Hrsg.): Tee mit Blattschuss: Kriminelles zwischen Kanne und Kluntje. Leda, Leer, ISBN 978-3-86412-087-9
- 2016 Wahnsinnig verliebt. In: Anke Gebert (Hrsg.): Rache zeugt die schönsten Morde: Norddeutsche Stories von Liebe und Eifersucht. Vitolibro, Malente, ISBN 978-3-86940-023-5
- 2016 Das letzte Beck’s. In: Jürgen Alberts und Toby Martins (Hrsg.): Tod im Ratskeller: Böse bechern in Bremen. Leda, Leer, ISBN 978-3-86412-200-2
- 2018 Ischa Freimaak. In: Mirjam Phillips – Marita & Jürgen Alberts (Hrsg.): Der Tod feiert mit. Edition Temmen, Bremen, ISBN 978-3-8378-7046-6
- 2019 Frühlingserwachen. In: Landidee, Heft 2/2019
- 2020 Jutta, ich liebe dich. In: Gisela Pauly, Jürgen Seibold, Carsten Sebastian Henn [und weitere Hrsg.]: Tödlich aufgetischt – 15 mörderisch leckere Krimis und Rezepte. Piper, München, ISBN 978-3-86612-493-6

### Kinderkrimis

#### Oskar-Serie
- 1997 Ein Fall für Oskar. Edition Albarello, Wuppertal, ISBN 3-930299-16-X[9]
- 1998 Oskar unter Verdacht. Edition Albarello, Wuppertal, ISBN 3-930299-24-0[10][11][9]
- 1998 Oskar und der Zirkusfall. Edition Albarello, Wuppertal, ISBN 3-930299-28-3[9]
- 1999 Oskar und die Inline Skater. Edition Albarello, Wuppertal, ISBN 3-930299-38-0[9]
- 2000 Oskar und die Eis-Erpresser. Edition Albarello, Wuppertal, ISBN 3-930299-49-6
- 2003 Oskar und die falschen Weihnachtsengel. Hase und Igel, Ismaning, ISBN 3-86760-029-5 (Begleitmaterial von Andrea Schmid; ISBN 3-86760-329-4)
- 2005 Oskar, der Superdetektiv. Hase und Igel, Ismaning, (Begleitmaterial von Ernestina Prettenhoffer; ISBN 3-86760-338-3)
- 2006 Oskar und die Giftaffäre. Hase und Igel, Ismaning, ISBN 3-86760-046-5 (Begleitmaterial von Silke Zauner; ISBN 3-86760-715-X)
- 2021 Oskar und die Giftaffäre. Hase und Igel, Ismaning, ISBN 978-3-86316-169-9, überarbeitete Neuausgabe (TB-Schulausgabe)

#### Die Drei Paulas-Serie
- 2000 Die drei Paulas jagen Kunibert. Edition Albarello, Wuppertal, ISBN 3-930299-42-9[12]
- 2000 Die drei Paulas und das Gespenst im Hühnerstall. Edition Albarello, Wuppertal, ISBN 3-930299-42-9[13]
- 2001 Die drei Paulas und der geheimnisvolle Herr Leopold. Edition Albarello, Wuppertal, ISBN 3-930299-57-7[14]
- 2002 Die drei Paulas und das Schlossgespenst. Albarello, Wuppertal, ISBN 3-930299-69-0[12]

#### Die Zuckerschwestern-Serie
- 2009 Die Zuckerschwestern. Ueberreuter, Wien, ISBN 978-3-8000-5495-4[15]
- 2010 Die Zuckerschwestern gegen den Rest der Welt. Ueberreuter, Wien, ISBN 978-3-8000-5522-7
- 2010 Die Zuckerschwestern und die Misswahl. Ueberreuter, Wien, ISBN 978-3-8000-5574-6
- 2011 Die Zuckerschwestern und die neunzehn Anitas. Ueberreuter, München, ISBN 978-3-8000-5618-7
- 2012 Nella, Max und der hundsgemeine Schnüfflerfall. Ueberreuter, München, ISBN 978-3-8000-5671-2

#### Sammelbände
- 2003 Oskar unter Verdacht und zwei weitere Oskar Fälle. Albarello, Wuppertal, ISBN 3-930299-78-X

### Sonstige Kinder- und Jugendliteratur
- 1993 Der König der Reiher. Partisch und Röhling, Bad Segeberg, ISBN 3-925197-37-0.
- 1994 Hexen Hexen heute noch? Boje, Erlangen, ISBN 3-414-85463-5.
- 1997 Eine Frühstücksfee für Julia. Metz, Gaggenau, ISBN 3-927655-22-8[16]
- 1998 Kein Schwein für Franziska. Metz, Gaggenau, ISBN 3-927655-26-0[16] (Begleitmaterial von Isabel Metz, ISBN 3-927655-68-6)
- 1999 Wagenbach. In: Stadt Ellwangen (Hrsg.): Wo ist meine Welt? Suche nach der Wirklichkeit
- 2002 Mitternachtsspuk im Pferdestall. Albarello, Wuppertal, ISBN 3-930299-64-X.
- 2004 Lissy auf Klassenfahrt. Hase und Igel, Ismaning, (Begleitmaterial von Dorothee Hölder)
- 2004 Jonas und der Heuler. Hase und Igel, Garching bei München, ISBN 3-86760-031-7 (Begleitmaterial von Monika Burger, ISBN 3-86760-331-6)
- 2006 Dem Biber auf der Spur. Hase und Igel, Garching bei München, ISBN 3-86760-044-9 (Begleitmaterial von Carolin Liebelt und Dorothea Schauer, ISBN 3-86760-344-8)
- 2006 Und alles wegen Laura. Ueberreuter, Wien, ISBN 3-8000-5256-3.
- 2020 Mo, der Held. Hase und Igel, Garching bei München, ISBN 978-3-86316-053-1

### Bilderbücher
- 1996 Die heimliche Prinzessin. Mit Bildern von Jana Kressin. W. Mann, Berlin, ISBN 3-926740-70-1
- 1999 Marie zieht um. Mit Bildern von Antje Bohnstedt. W. Mann, Berlin, ISBN 3-926740-89-2
- 2000 Der letzte König von Bremen. Mit Bildern von Pia Eisenbarth. W. Mann, Berlin, ISBN 3-926740-94-9[17]
- 2000 Marie sucht Max. Mit Bildern von Antje Bohnstedt. W. Mann, Berlin, ISBN 3-926740-99-X

### Hörbücher
- 2007 Und alles wegen Laura. Für Kinder. Gelesen von David Hannak. Radioropa Hörbuch. TechniSat Digital, Daun, ISBN 978-3-86667-663-3
- 2014 Das Dorf der Lügen. Gelesen von Jürgen Holdorf. Audible Hörbuch.
- 2017 Die stille Braut. Gelesen von Jürgen Holdorf. Audible Hörbuch.
- 2017 Ihr einziges Kind. Gelesen von Jürgen Holdorf. Audible Hörbuch.
- 2018 Die Stunde des Opfers. Gelesen von Cornelia Dörr. Audible Hörbuch.
- 2019 Nur wer die Hölle kennt. Gelesen von Jürgen Holdorf. Audible Hörbuch.
- 2019 Blumentod. Gelesen von Verena Wolfien.
- 2021 Ella. Norderney Krimi 1, gelesen von Sarah Liu. Audible Hörbuch.
- 2021 Rick. Norderney Krimi 2, gelesen von Sarah Liu. Audible Hörbuch.

### Hörspiele
- 2008 Oma Elfi räumt auf. Südwestrundfunk, Erstausstrahlung: 26. Juli 2008. Regie: Maria Ohmer, Redaktion: Uta-Maria Heim
- 2011 Die Zirkusprinzessin. Südwestrundfunk, Erstausstrahlung: 22. Oktober 2011. Regie: Maria Ohmer.

### Radiolesungen
2016 Ein riesengroßes Geburtstagsgeschenk. Gelesen von Gloria Endres de Oliveira. Südwestrundfunk, Erstausstrahlung am 7. Mai 2016